# Építészeti tervezés
Az építészeti tervezés az épületek és építmények létrehozására, tágabb értelemben az épített környezet alakítására irányuló mérnöki munkafolyamat, melynek célja a tervezett építés hatósági engedélyezésének alapját képező engedélyezési terv, az építkezés tényleges megvalósítását lehetővé tevő kivitelezési terv, illetve a megvalósult, tényleges állapot megállapítását elvégző megvalósulási terv létrehozása.

## A tervezési folyamat résztvevői

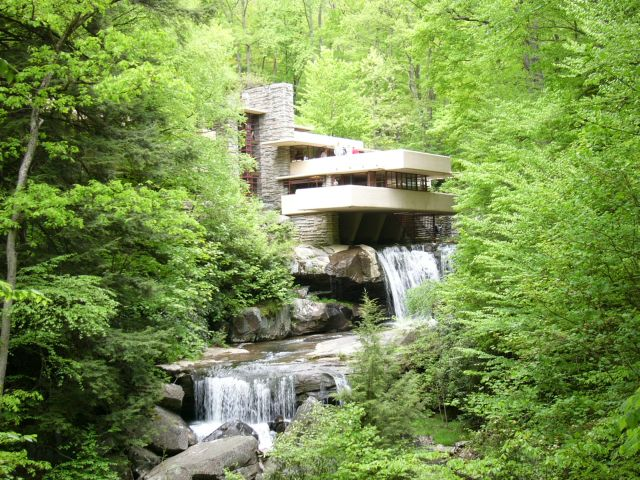
Frank Lloyd Wright egy híres épülete a Vízesés-ház

Minthogy az építészet összetett fogalom, az épített környezet alakításában több szakma működik együtt. Ezeknek csak egyike az építész, akinek feladata a tervezés során a legkülönbözőbb szempontok (beruházói igények, szakmai és jogi szabályozások, funkcionalitás, esztétikum, gazdaságosság, megvalósíthatóság, akadálymentesség stb.) összehangolása. Magyarországon többféle végzettséggel lehet valaki építész, a leggyakoribbak: építészmérnök, építőművész. Szabatos megnevezése még az építész tervező (a honi gyakorlatban ritkán a kőművest is építésznek nevezik). Tervezési (aláírási) jogkörrel csak a Magyar Építész Kamara által bejegyzett és folyamatos tagsággal rendelkező természetes személyek rendelkezhetnek. A kamarai engedély és tagság kiadása szigorú szakmai és jogi szabályozásoknak kell megfeleljen, súlyos etikai vétség esetén – amelyet a területi (megyei) Építész Kamara Etikai-Fegyelmi Bizottsága bírál el – a kamarai tag tagsága felfüggeszthető, vagy ki is zárható!

### Szakágak
A tervezési folyamatban egyéb (nem építész) mérnökök is közreműködnek, hogy az épület műszaki szempontból megfelelő kialakítással készüljön: (állékony, komfortos, biztonságos, tartósan használható és gazdaságosan üzemeltethető legyen). Az együttműködő ún. szakágak képviselői: 
- a statikus vagy szerkezettervező – aki végzettsége szerint lehet építészmérnök vagy építőmérnök is. Feladata az épületek tartószerkezetének tervezése, a szerkezeti rendszer meghatározása, méretezése, az ehhez tartozó számítások elvégzése.
- épületgépész mérnök – végzettsége szerint általában gépészmérnök. Feladata az épület használatához szükséges berendezések tervezése. Ide tartoznak: a víz- és csatornarendszer; a fűtés-hűtés, légkondicionálás és a szellőzés; egyéb gépi berendezések és rendszerek.
- épületvillamossági mérnök, más néven épületelektromos tervező. Feladata az épületek elektromos berendezéseinek tervezése. Szakterülete az épületek elektromos energiaellátásától (betáp), annak elosztásán (vezetékek, elosztók) keresztül egészen a felhasználásáig (fogyasztók, kapcsolók) terjed. Ezen kívül a gyengeáramú hálózatok (vagyonvédelmi-, beléptetési-, információs- és telekommunikációs hálózatok) kialakításával is foglalkozik.

Nagyobb illetve rangosabb épületek kialakításánál gyakran közreműködik:
- belsőépítész – végzettsége szerint leggyakrabban belsőépítész, ritkábban építész. Feladata a belső terek megtervezése (felület-, szín- és anyagválasztás) akár olyan részletekbe menően, mint bútortervezés, arculattervezés stb.
- látványtervező – a számítógépes építészeti tervezés fontos része a tervezési folyamatnak. Egyrészt a tervezési folyamat elején a vázlattervek készítése során a tervezési folyamatban részt vevők – a megrendelők és a tervezők – térhatású képeket kapnak elképzeléseikről, amik kedvezően befolyásolhatják későbbi döntéseiket, másrészt segít fotórealisztikusan láttatni a terveket, a valósághű végeredményt már a tervek elkészültekor lehet prezentálni. A látványtervező végzettsége szerint általában belsőépítész, építész, esetleg grafikus.

Az építész a tervezési programtól függően speciális szakterületeknek megfelelően szaktervezőket vonhat be munkájába, például: kerttervező (komolyabb parképítészeti munkák esetén), technológiai tervező (pl. konyhatechnológus egy ipari konyha esetén, kórháztechnológus kórházépület esetén), akusztikus (irodák, kórházak, iskolák, beszéd vagy zenei célú termek esetén), közlekedés tervező.
Az épület megépítésével és a beruházás lebonyolításával kapcsolatban közreműködnek: a kivitelező, a projekttervező, a beruházó, a fővállalkozó és az építtető.